# Маршалл, Давид
Давид Шаул Маршалл (Дэвид Соул Маршалл, англ. David Saul Marshall, ивр. דייוויד מרשל‎, кит. 大卫·马绍尔; 12 марта 1908 — 12 декабря 1995) — сингапурский политик и юрист, первым занимавший должность главного министра Сингапура (с 1955 на 1956 год). Был основателем и руководителем Рабочей партии Сингапура. Сыграл важную роль в переговорах, которые привели к независимости Малайи.

## Образование, служба в армии, адвокатская практика
Родился в Сингапуре в 1908 году. Его семья происходила из багдадских евреев, выходцев из Ирака, а фамилия изначально звучала как Машаль, что позже было англизировано как Маршалл. Его брат, Джозеф Саул Маршалл умер в 1945 году в Сиднее при невыясненных обстоятельствах, которые затем связывали с делом «Тамам Шуд».
Образование получил в закрытой средней школе в Великобритании и продолжил в Лондонском университете. Окончив университет, Маршалл был принят в коллегию адвокатов в Миддл-Темпле (Лондон) в 1937 году и вернулся в Сингапур, чтобы строить юридическую карьеру.
Однако в 1938 году, после расчленения Чехословакии нацистской Германией, Маршалл добровольцем поступил на военную службу в британский резервный отряд (в роту, состоявшую в основном из эмигрантов из континентальной Европы). Вместе с другими волонтёрами, классифицируемыми как «азиаты», протестовал против того, что их жалование состояло лишь половину ставки «европейских» бойцов в отряде, за что задерживался военной полицией.
В феврале 1942 года участвовал в боевых действиях против Императорской армии Японии в течение последних нескольких дней битвы за Сингапур. После капитуляции британского гарнизона попал в японский плен.
Вернувшись домой после войны, благодаря своему красноречию завоевал репутацию лучшего адвоката города и всей британской Малайи. Маршалл утверждал, что он добился оправдания 99 из 100 случаев своих подзащитных, обвиняемых в убийстве, судом присяжных. Когда Ли Куан Ю позже отменил в Сингапуре систему присяжных (1969), он приводил пример Маршалла в качестве иллюстрации её «неадекватности».
В 1946—1953 годах в качестве председателя Сингапурского еврейского комитета социальной помощи содействовал созданию сети еврейских учебных заведений, культурно-просветительных и медицинских учреждений.

## Политическая карьера
В 1955—1959 и 1961—1963 годах был депутатом Законодательного собрания. Будучи ярким оратором, Маршалл привёл возглавляемый им левый Трудовой фронт к победе на первых в Сингапуре выборах в Законодательное собрание в апреле 1955 года (после получения Сингапуром частичной независимости). Сформировав правительство меньшинства, он стал главным министром и министром торговли. Он председательствовал над шаткой властью, которой активно противодействовали и британские колониальные власти, и прочие местные политические партии.
В апреле 1956 года Маршал возглавил делегацию в Лондон на переговорах о независимости Сингапура, надеясь договориться о полном самоуправлении, но переговоры сорвались из-за английских опасений по поводу рабочих волнений и коммунистического влияния. Когда Великобритания отказала Сингапуру в предоставлении полного суверенитета, «Отец независимости» Давид Маршалл в знак протеста ушёл в отставку.
После отставки Маршалл посетил Китай, где провёл два месяца по приглашению Чжоу Эньлая. Когда с ним связался представитель группы из 400 российских евреев, которым китайские власти отказали в выезде из Шанхая, Маршалл обратился к Чжоу и добился выполнения их требования.
7 ноября 1957 года основал Рабочую партию Сингапура. Из трёх основных сингапурских партий, декларироваших тогда социалистический курс (включая Партию народного действия Ли Куан Ю), она считалась самой левой. Он победил на довыборах 1961 года в одномандатном округе Ансон, но в 1963 году вновь потерял своё место в парламенте и вернулся к адвокатской практике.
С 1978 по 1993 год Маршалл служил послом Сингапура в Франции, Португалии, Испании и Швейцарии. В качестве дипломата, Маршалл продолжал защищать интересы Сингапура, несмотря на резкие разногласия с правительством Ли Куан Ю. Вышел в отставку из дипломатического корпуса в 1993 году.
Маршалл умер 12 декабря 1995 года от рака лёгких в своём доме в Сингапуре.